# Mala Emde
Mala Emde (Frankfurt am Main, 22 de abril de 1996) é uma atriz alemã. Ela é mais conhecida como a protagonista da segunda temporada da série de TV Charité.

## Filmografia
- 2008: Post Mortem (série de TV)
- 2008: Der große Tom (filme para TV)
- 2009: Tatort (série de TV)
- 2011: Krimi.de - Der Zeuge/Eigentor (série de TV)
- 2012: Mittlere Reife (filme para TV)
- 2012: Tatort: Schmuggler
- 2013: Krimi.de - Ehrensache
- 2013: Sommer in Rom (filme para TV)
- 2013: Wenckes Verbrecher – Beiß nicht gleich in jeden Apfel (série de TV)
- 2013: Das Paradies in uns (filme para TV)
- 2014: Heldt – Letzte Runde (série de TV)
- 2014: SOKO Köln – Väter und Söhne (série de TV)
- 2014: Grey Hat
- 2015: Rose (curta-metragem)
- 2015: Meine Tochter Anne Frank (filme para TV)
- 2015: Nussknacker und Mausekönig (filme para TV)
- 2015: SOKO 5113 – Opfer (série de TV)
- 2016: Notruf Hafenkante
- 2016: Tatort: Borowski und das verlorene Mädchen
- 2016: Offline – Das Leben ist kein Bonuslevel
- 2016: Neben der Spur – Todeswunsch (filme para TV)
- 2016: SOKO München – Zombie (série de TV)
- 2017: Katharina Luther (filme para TV)
- 2017: Wir töten Stella
- 2018: Lehman. Gier frisst Herz (documentário para a TV)
- 2018: 303 (filme)
- 2019: Charité (série de TV)
- 2019: Brecht (filme para TV)
- 2019: Lara
- 2020: Und morgen die ganze Welt (filme)